# Síndrome del túnel cubital del colze
la síndrome del túnel cubital del colze (o senzillament síndrome del túnel cubital) o síndrome del canal cubital del colze o síndrome del canal epitrocleoolecranià o síndrome del túnel epitrocleoolecranià és un trastorn en què la pressió sobre el nervi cubital quan passa pel túnel cubital del colze provoca una disfunció nerviosa (neuropatia). És a dir, un pinçament del nervi cubital, amb els símptomes de parestèsia (formigueig) i entumiment (pèrdua de sensibilitat) que afecten principalment el dit petit i anular de la mà. La neuropatia cubital pot progressar fins a la debilitat i l'atròfia dels músculs de la mà (interossis i lumbricals del dit petit i anular). Els símptomes es poden alleujar intentant evitar que el colze es flexioni mentre s'està adormit, com ara posar el braç a la funda del coixí, de manera que el coixí restringeix la flexió.